# آلیور ریدل
الیور ریدل (به آلمانی: Oliver Riedel) یک نوازنده آلمانی است. او نوازنده گیتار بیس در گروه نویه دویچه هرته رامشتاین است.